# Агроне (Тренто)
Агроне (итал. Agrone) је насеље у Италији у округу Тренто, региону Трентино-Јужни Тирол.
Према процени из 2011. у насељу је живело 185 становника. Насеље се налази на надморској висини од 623 м.